# Mother Riley Meets the Vampire
Mother Riley Meets the Vampire (Alternativtitel: Old Mother Riley Meets the Vampire), auch gezeigt unter dem Titel Vampire Over London, ist eine britische Gruselfilmkomödie aus dem Jahre 1952 mit Bela Lugosi, der hier wie so oft in seiner Karriere einen fremdländischen, größenwahnsinnigen Wissenschaftler spielt.

## Handlung
Als Julia Loretti, Tochter eines bedeutenden italienischen Wissenschaftlers, das im Hafen andockende Passagierschiff verlässt, wird sie von einem einen fremdländisch klingenden Akzent sprechenden Mann angesprochen und in dessen Auto gestoßen. Unter den Augen ihres Verlobten, eines schmucken Seeoffiziers, wird die junge Frau entführt. Sie ist eine von mehreren Personen, die in letzter Zeit spurlos verschwunden sind. Scotland Yard ahnt, wer dahinter steckt. In einer Besprechung fällt der Name „von Housen“. Dabei handelt es sich um einen ausländischen Wissenschaftler, der mittlerweile im Volksmund nur „Der Vampir“ genannt wird, da er sich auf angebliche Vampirvorfahren beruft. Auch im kleinen Krämerladen von Mother Riley ist der sein Unwesen treibende „Vampir“ das Tagesgespräch unter den klatschfreudigen Kunden.
In von Housens prachtvollem Anwesen, einer finsteren, schlossgleichen Villa, steigt der Hausherr, geweckt von seinem Diener Hitchcock, aus seinem Sarg -- eine Marotte des Wissenschaftlers, die er aus Respekt gegenüber seinen angeblichen Vampirvorfahren pflegt. Wenig später fährt von Housens Handlanger Anton vor und berichtet davon, dass er wie beauftragt Julia gekidnappt habe, er aber auch dessen Verlobten ins Auto zerren musste. An Maschinen in seinem Keller erklärt von Housen Anton, wie er gedenkt, die Weltherrschaft zu erlangen. Dazu plane er, 50.000 Roboter herzustellen. Er habe bislang einen Roboter hergestellt, eine Art Musterexemplar. Um diese gewaltige Stückzahl an Maschinenmenschen zu produzieren, benötige er eine große Menge Uran. „Und Miss Loretti ist der Schlüssel dazu“ wie von Housen seinem beeindruckten Untergebenen erklärt.
Durch ein Versehen wird der Musterroboter, der an von Housens Adresse (mit Tarnnamen „Dr. Riley“) geschickt werden sollte, an Mother Riley überstellt, während von Housen die für Mother Riley bestimmte Sendung -- belangloses Zeug aus dem Erbe eines Onkels -- erhält. Die Alte wiederum staunt nicht schlecht, als aus dem Holzkasten von ihrem Onkel Jeremiah ein Roboter entsteigt. Mittels seiner Maschine kann von Housen seinem Roboter aus der Ferne Befehle geben und ihn so steuern. Der Roboter packt daraufhin Mother Riley in einen Sack, hält auf der Straße einen betrunkenen Autofahrer an und lässt sich von diesem mitnehmen. Schließlich setzt sich der Roboter selbst hinters Steuer und lädt den betrunkenen Autobesitzer irgendwo in der Stadt ab. In von Housens Anwesen angekommen, ist Mother Riley zunächst von der finsteren Präsenz des Hausherrn eingeschüchtert, freut sich aber schließlich darüber, von ihm als sein Gast zum Verweilen eingeladen zu werden. 
Am nächsten Tag beginnt sich die Alte nützlich zu machen und läuft mit dem Staubwedel durch von Housens Anwesen. Dabei stößt sie auf mehrere Mumien. Als sich eine dieser Personen aus der Umwickelung löst -- es ist die entführte Julia -- erschrickt sich Mother Riley zu Tode und springt aus dem Fenster ins Freie. Auf der örtlichen Polizeistation glaubt man der hysterischen Alten, die behauptet, sie habe den gesuchten „Vampir“ entdeckt, kein Wort und hält sie für betrunken. Während von Housen Julia verhört, um von ihr zu erfahren, wo sie eine bestimmte, in ihrem Besitz befindliche Karte einer Uranmine verwahrt hat, kann sich ihr Verlobter aus seiner Gefangenschaft befreien. Er wird aber von Mother Riley, die in das Anwesen zurückgekehrt ist, niedergeschlagen, da sie ihn für einen von Housens Handlangern hält. Bald kommt es im Haus zu einer wüsten Schlägerei, bei dem jeder den anderen vorübergehend ausknockt.
Von Housen erfährt von der noch unter Trance stehenden Julia Loretti, dass sich die Uranminenkarte noch auf dem Schiff befindet, mit dem die junge Frau vor kurzem angekommen ist. Aus einem Versteck heraus können Mother Riley und ihre Vertraute, die Köchin Tilly, alles mithören. Während von Housen auf teuflische Weise versucht, Julia als lästige Mitwisserin umzubringen, stellt sich die ängstliche Mrs. Riley dem furchteinflößenden Roboter. Sie kann ihn niederringen und verursacht in dem Blechwesen einen Kurzschluss. Dann rettet sie auch noch Julia in letzter Sekunde. Derweil sind von Housen und seine Männer auf dem Weg zum Schiff, um in den Besitz der Karte zu gelangen. Tilly hat inzwischen die Polizei davon überzeugen können, dass von Housen der international gesuchte „Vampir“ ist. Per Oldtimer, Fahrrad und Moped jagt Mother Riley von Housen hinterher. Dieser durchwühlt mit seinen Leuten gerade den Schiffssafe. Die Polizei naht, und es kommt zu einer wilden Schießerei an Bord. Einige der Schurken sterben, von Housen wird mit leergeschossenem Revolver verhaftet.

## Produktionsnotizen
Mother Riley Meets the Vampire wurde im Juli 1952 uraufgeführt und war Lugosis erster Film nach vier Jahren Drehpause. In Deutschland wurde der sehr günstig hergestellte Schwarzweiß-Streifen nie gezeigt. Es war Lugosis letzte von insgesamt drei britischen Produktionen. Er erhielt eine Gage von 5000 $, die er dringend benötigte, um seine Heimreise von England in die USA finanzieren zu können. Lugosi hatte sich Anfang der 50er Jahre auf den Britischen Inseln für eine „Dracula“-Theatertournee aufgehalten, die jedoch floppte.
Der Charakter Old Mother Riley ist eine in Varietéshows (sog. Music-Halls), Rundfunkausstrahlungen und Filmen präsentierte Kunstfigur, stets verkörpert von dem britischen Komiker Arthur Lucan. Seit 1936 ging man mit dieser Figur, angelegt als „typische“ irische Wasch- und Putzfrau, auch in Filmserie. Mother Riley Meets the Vampire war der 17. und zugleich letzte Film um diese alte Jungfer. Trotz Lugosis Mitwirkung war der Film kein Kassenerfolg und wurde in den USA erst 1963 gezeigt.
Bernard Robinson, der in den 60er Jahren die Filmbauten zu den zentralen Hammer-Filmen gestalten sollte, arbeitete auch bei diesem Gruselstoff als Szenenbildner.

## Kritiken
Die britische Kritik urteilte durchgehend ungnädig:

„Stupid, humourless and repulsive.“

Leonard Maltin nannte den Streifen eine „Overbearing Vampire satire“.
Halliwell‘s Film Guide befand: „Childish farce“.